# Crise des fondements
La crise des fondements des mathématiques, qui a marqué la discipline au tournant du XXe siècle, est l'aboutissement des tentatives d'asseoir la théorie des ensembles, et par là, l'arithmétique et les mathématiques, sur des bases non contradictoires. Les solutions concurrentes proposées s'achèvent sur une impasse.

## Contexte: L'analyse en difficulté

Lejeune-Dirichlet montre qu'une somme de fonctions continues et infiniment dérivables peut converger vers une fonction multiplement discontinue (1829).

Le début du XIXe siècle avait été marqué par la recherche d'une axiomatique réduite de la géométrie euclidienne : G. Saccheri puis A.-M. Legendre avaient tenté, en vain, de déduire le cinquième postulat (dit postulat des parallèles) des quatre autres postulats en raisonnant par l'absurde. Puis Gauss, Bolyai (1832) et Lobatchevski (1839), en adoptant un postulat différent, avaient formé un système d'énoncés géométriques non-contradictoires : les géométries non euclidiennes.
Toutefois, ces découvertes ne provoquèrent pas véritablement de remise en cause de la démarche hypothético-déductive en mathématiques, dans la mesure où, comme le montrèrent Gauss puis Riemann, la géométrie des surfaces à courbure constante formait un modèle de géométrie non euclidienne.

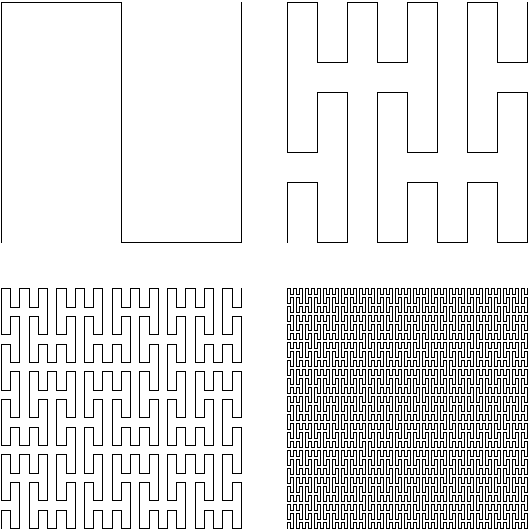
La courbe de Peano (1890) est une ligne continue qui recouvre un carré.

Mais au même moment, de nouvelles difficultés apparaissaient. Jusque-là, les courbes planes que l'on considérait en géométrie analytique étaient des courbes définies par une équation reliant les coordonnées de leurs points :
{\displaystyle F(x,y)=0}
où F était une fonction supposée implicitement dérivable. Il était admis qu'une courbe était un lacet continu dépourvu de point anguleux : en chacun de leurs points, ces courbes n'avaient qu'une seule tangente.
Or, en cherchant à donner une définition logique de ce qu'est une fonction continue, Bolzano avait formé vers 1830 une courbe continue possédant une infinité de points anguleux (donc une infinité de points où elle n'est pas dérivable).
D'autre part, dans la continuité des recherches de Fourier en analyse harmonique, Dirichlet et Riemann montrèrent qu'une somme infinie de sinusoïdes peut converger vers une fonction localement discontinue. Vingt ans plus tard, Weierstrass fit connaître une fonction continue et nulle part dérivable. À son tour, Peano donna la définition récursive d'une courbe continue passant par tous les points intérieurs d'un carré (remplissant le carré).
Ces exemples montraient la distance entre l'intuition géométrique que l'on peut avoir de certaines figures, et les figures qu'autorisent des axiomes d'apparence évidente. L'adoption d'un axiome n'est donc pas nécessairement conditionnée par sa conformité avec notre intuition, mais d'abord par le fait qu'il n'est pas contradictoire avec d'autres axiomes.

## Les fondements de l'arithmétique
Au début des années 1870, le mathématicien allemand Georg Cantor recherche les conditions sur les coefficients de Fourier {\displaystyle a_{n}} et {\displaystyle b_{n}} tels que la somme 
{\displaystyle \sum _{n>0}a_{n}\cos nx+b_{n}\sin nx} converge vers une fonction {\displaystyle f(x)} partout nulle : il trouve qu'il suffit que {\displaystyle f} soit nulle sauf en certains points isolés, pour pouvoir conclure que tous les coefficients sont nuls. L'étude de la répartition de ces ensembles de point isolés de {\displaystyle \mathbb {R} } l'amène à comparer ces ensembles, qui peuvent compter une infinité de points.
Après sa rencontre avec Dedekind (1872), lui aussi préoccupé par la rigueur logique des principes de l'analyse mathématique, il montre par un argument célèbre qu'il y a « autant » de fractions rationnelles que d'entiers, c'est-à-dire que l'on peut numéroter toutes les fractions. Deux ans plus tard, il établit, par les raisonnements admis de l'analyse (en particulier le théorème des segments emboîtés), qu'il n'y a en revanche pas de bijection entre les fractions rationnelles et les nombres réels, c'est-à-dire que l'ensemble des rationnels est strictement inclus dans l'ensemble des nombres réels. Par là, il montrait la nécessité de distinguer dans les raisonnements plusieurs « infinis », irréductibles les uns aux autres ; autrement dit, que bon nombre de paradoxes mathématiques passés venaient d'une conception simpliste (moniste) de la notion d'infini.
Dedekind, de son côté, venait de publier une monographie où il s'attachait à définir les nombres irrationnels, sans toutefois ressentir la nécessité de définir axiomatiquement les nombres entiers. C'est en tâchant de fonder en logique le raisonnement par récurrence (qu'il utilise pour définir les quantités irrationnelles), qu'il en vient à donner une définition des ensembles infinis dont les éléments peuvent être numérotés un par un. Son mémoire, qui ne sera publié qu'en 1888, inspira l'année suivante à Peano sa définition axiomatique des nombres entiers.
En 1879, Frege énonce trois caractéristiques qu'une théorie mathématique devrait avoir :
1. cohérence : impossibilité de démontrer une proposition et son contraire ;
2. complétude : pour tout énoncé, ou bien il est démontrable, ou bien son opposé est démontrable à l'intérieur de la théorie ;
3. décidabilité : il existe une procédure de décision permettant de tester tout énoncé de la théorie.

En 1893, dans un essai intitulé Lois fondamentales de l'arithmétique (Die Grundgesetze der Arithmetik), il tente de formaliser la définition des entiers naturels. Dans l’axiomatique qu'il propose apparaît notamment la définition des ensembles par abstraction :
- Pour toute propriété, il existe un ensemble dont les éléments sont tous les éléments possédant cette propriété.

Or, quelques années plus tard (1900), un jeune étudiant anglais, Russell, signale que cet axiome autorise l'existence d'un ensemble paradoxal, : « l'ensemble de tous les ensembles qui ne sont pas inclus dans eux-mêmes. »

## Quelles opérations pour les ensembles infinis?
Dedekind et Peano n'avaient, eux, pas donné de définition très précise de la notion d'ensemble qu'ils utilisaient ; toutefois, à l'examen de leurs démonstrations, il est clair qu'ils ont utilisé implicitement les trois règles suivantes :
1. Axiome d'extensionalité. — Deux ensembles sont identiques s'ils ont exactement les mêmes éléments.
2. Axiome d'abstraction. — Pour toute propriété, il existe un ensemble dont les éléments sont tous les éléments possédant cette propriété.
3. Axiome du choix. — Étant données des suites d'éléments d'un ensemble, il est possible de sélectionner un élément de chacune de ces suites pour former une nouvelle suite.

Les difficultés de l'analyse paraissaient finalement venir de l'extension aux ensembles infinis des opérations (réunion, intersection, inclusion) et raisonnements courants avec les ensembles finis.
Jusque-là, la logique était depuis Aristote considérée comme une branche de la philosophie, avec ses sorites et syllogismes. L'enseignement de la logique reposait sur l'idée que toutes les propositions vraies découlaient de l'utilisation de règles précises à partir de prémisses vraies. Par une notation abstraite de ces règles, Boole (1847) avait jeté les bases d'une algèbre logique, et simultanément De Morgan avait publié ses lois : la logique propositionnelle devenait une branche à part entière de l'algèbre.
Mais le paradoxe de Russell montrait qu'en admettant l'axiome naïf d'abstraction, on accordait trop ; si donc on voulait conserver les opérations de la logique, cet axiome devait être remplacé par quelque chose de plus subtil.
Une des premières solutions a été proposée par Ernst Zermelo : le schéma d'axiomes de compréhension (Aussonderung Axiom, 1908). Le principe est de n'autoriser la définition d'un « ensemble d'éléments ayant une propriété commune », que si ces éléments appartiennent eux-mêmes à un ensemble. Plus généralement, Zermelo pensait que pour fonder les raisonnements, il convenait de traiter les ensembles eux-mêmes comme des objets mathématiques. L'axiomatique proposée par Zermelo, qui a notamment mis en relief l'axiome du choix, éliminait le paradoxe de Russell, tout en permettant de définir les nombres comme l'avait fait Peano. Il n'était toutefois pas clair que cette nouvelle axiomatique était en elle-même non-contradictoire, ou exempte de paradoxes à venir.

## Logique mathématique et indécidabilité
David Hilbert se propose en 1898 de poursuivre le projet de Dedekind et Peano : fonder l'arithmétique et les nombres en logique par un système d'axiomes non-contradictoires. Il précise son projet en 1922 en posant l’Entscheidungsproblem (problème de la décidabilité). Il demande s'il existe une procédure (un algorithme) permettant de vérifier si une expression formelle peut se déduire d'un système d'axiomes donnés. Cela aboutit en 1928 à un programme de recherche qui s'articule autour des trois questions énoncées par G. Frege : les mathématiques sont-elles complètes, cohérentes, et décidables ?  
Trois écoles se forment au début du XXe siècle pour tenter de formaliser la logique et la métamathématique :
- logiciste : menée par Russell et Whitehead (à partir de 1903) ;
- formaliste : menée par David Hilbert (1904-) ;
- intuitionniste : menée par Brouwer (1907-).

Russell et Whitehead, s'appuyant sur la logique et plusieurs axiomes, tentent de construire de façon cohérente les mathématiques. Leur travail, complexe et incomplet, culmine avec Principia Mathematica (1910-1913).
Kurt Gödel avec ses théorèmes d'incomplétude (1931) a démontré que dès qu'une théorie est assez riche pour rendre compte de l'arithmétique, elle ne peut à la fois être complète, décidable et cohérente.
Son théorème d'incomplétude montre qu'il n'est pas possible, par les procédés de la logique mathématique, d'établir que les axiomes de Zermelo (qui permettent de fonder l'arithmétique de Peano) ne sont pas contradictoires. Cette situation d'incertitude a déclenché la crise des fondements des mathématiques. Crise qui atteint donc son paroxysme avec la sortie des théorèmes de Gödel.

## Réactions à la crise des fondements
Cette situation compromettait la cohérence même des mathématiques et la laissait sous la menace du principe d'explosion. Les réactions des mathématiciens se rangent en trois courants de pensée :
- les mathématiciens formalistes (D. Hilbert, J. Dieudonné) estiment qu'en l'absence de contradiction avérée dans la théorie des ensembles de Zermelo-Fraenkel, leur travail doit se poursuivre sans autre préoccupation ;
- le courant intuitionniste (Kurt Gödel, Andreï Kolmogorov, Stephen Kleene) postule que la notion de nombre, en particulier de nombre entier, possède une réalité intrinsèque et qu'elle ne peut receler de contradiction. Au concept de vérité, les mathématiciens intuitionnistes opposent celui d'énoncé démontrable, qu'il considèrent comme l'objet de leur discipline ;
- enfin le courant constructiviste défend un intuitionnisme radical, qui consiste à n'étudier que les objets mathématiques construits par une forme d'algorithme. Ces mathématiciens rejettent notamment le principe du tiers exclu, fondement du raisonnement par l'absurde. Cette doctrine élimine à coup sûr les paradoxes, mais au prix de l'abandon d'un grand nombre d'énoncés (comme le théorème de Hahn-Banach).